# Ptecticus siamensis
Ptecticus siamensis är en tvåvingeart som beskrevs av Rozkosny och Kovac 1998. Ptecticus siamensis ingår i släktet Ptecticus och familjen vapenflugor.
Artens utbredningsområde är Thailand. Inga underarter finns listade i Catalogue of Life.